# Werner Kaessmann
Werner Kaessmann (* 12. Juli 1947 in Unna) ist ein ehemaliger deutscher Hockeyspieler, der 1972 Olympiasieger wurde.

## Karriere
Werner Kaessmann ist der Sohn des Hockey-Nationalspielers Otto Kaessmann, er begann beim TSC Eintracht Dortmund mit dem Sport. Später wechselte er zu Rot-Weiss Köln; mit Köln wurde Kaessmann 1972, 1973 und 1974 Deutscher Meister im Feldhockey, 1974 und 1978 siegten die Kölner auch im Hallenhockey. Kaessmann spielte auf der linken Seite alle Rollen vom Außenverteidiger bis zum Linksaußen.
Er debütierte 1969 in der deutschen Hockeynationalmannschaft. Bei der ersten Weltmeisterschaft im Feldhockey wurde Kaessmann mit der deutschen Mannschaft Fünfter. 1972 gehörte er mit seinen Kölner Mannschaftskameraden Wolfgang Strödter, Ulrich Klaes und Eduard Thelen zum Kader für die Olympischen Spiele 1972 in München. Während des Turniers war Kaessmann in sechs Spielen dabei, saß aber im Finale nur auf der Ersatzbank. Trotzdem erhielt auch er nach dem 1:0-Sieg über Weltmeister Pakistan die Goldmedaille.
Deshalb wurde er am 11. September 1972 mit dem Silbernen Lorbeerblatt ausgezeichnet.
Kaessmann gewann mit der deutschen Mannschaft die Bronzemedaille bei den Weltmeisterschaften 1973, 1975 und 1978, war Halleneuropameister 1974 und Olympiafünfter 1976 in Montreal. Insgesamt wirkte Werner Kaessmann von 1969 bis 1978 in 114 Länderspielen mit, davon 18 in der Halle.
Kaessmann ist Rechtsanwalt und Notar, 2004 wurde er ehrenamtlicher Generalsyndikus des ADAC. Von 1998 bis 2010 war er Präsident des Royal Saint Barbara's Golfclub in Dortmund.